# Delis Vargas
Delis Matías Vargas Blanco (ur. 25 października 1994 w Tacuarembó) – urugwajski piłkarz występujący na pozycji napastnika, od 2024 roku zawodnik nikaraguańskiego Realu Estelí.